# Кампосанто
Кампосанто је насеље у Италији у округу Модена, региону Емилија-Ромања.
Према процени из 2011. у насељу је живело 2503 становника. Насеље се налази на надморској висини од 17 м.

## Становништво
| 1951. | 1961. | 1971. | 1981. | 1991. | 2001. | 2011. |
| ----- | ----- | ----- | ----- | ----- | ----- | ----- |
| 3.752 | 3.377 | 2.947 | 3.016 | 2.917 | 3.051 | 3.171 |